# Cobalamina
La vitamina B12, o cobalamina, è una sostanza di colore rosso, cristallina, igroscopica, fotosensibile e altamente solubile in acqua. Venne isolata e caratterizzata a seguito di una serie di ricerche in merito all'anemia perniciosa. Nel 1926 si scoprì che nel fegato vi è un fattore capace di curare tale patologia ed esso venne isolato e cristallizzato nel 1948. La struttura della vitamina B12 venne chiarita nel 1955 con la struttura cristallografica determinata dalla dottoressa ricercatrice Dorothy Crowfoot, per la quale ricevette il Premio Nobel nel 1964.

## Caratteristiche chimiche
È formata da un anello corrinico (composto da 4 anelli pirrolici e tre ponti metinici) con al centro un atomo di cobalto coordinato da quattro atomi di azoto. Il cobalto presenta, inoltre, due legami di coordinazione perpendicolari rispetto al piano dell'anello. Il primo di essi si stabilisce con una molecola di 5,6 dimetilbenzimidazolo legata, a sua volta, ad un ribosio 3-fosfato. Il secondo legame si stabilisce con diversi gruppi funzionali (-R) i quali possono essere:
- cianuro  -CN (cianocobalamina)
- idrossilico -OH (idrossicobalamina)
- metilico -CH3 (metilcobalamina)

Le forme metabolicamente attive sono la metil- e la 5'-deossiadenosilcobalamina. La cianocobalamina è un artefatto che si forma durante i processi di estrazione in quanto si utilizza la papaina, proteasi che viene attivata dall'aggiunta di CN-. L'idrossicobalamina è la forma naturale con cui la vitamina viene di solito assunta.
Nello stomaco, l'ambiente acido e la pepsina staccano la cobalamina dalle proteine a cui si trova associata, per poi legarsi alla cobalofillina (detta anche polipeptide salivare R binder o aptocorrina), una glicoproteina secreta nella saliva. In seguito, nel duodeno, l'azione delle proteasi prodotte dal pancreas determina la separazione fra la cobalofillina e la cobalamina, ciò favorito da un ambiente alcalino. Infine la cobalamina si lega al fattore intrinseco, una glicoproteina rilasciata dalle cellule parietali dello stomaco, con la mediazione di un recettore Ca-dipendente e un pH di circa 6,5.
Il complesso vitamina-fattore intrinseco viene riconosciuto da uno specifico recettore (complesso megalina-cubilina) situato sugli enterociti dell'ileo, il quale li lega e tramite un processo di endocitosi permette il loro trasporto all'interno della cellula. La vescicola così formata raggiunge la parte opposta dell'enterocita e, fondendosi con la membrana basolaterale, libera il tutto all'esterno. Durante questo processo, la cobalamina si stacca dal fattore intrinseco (forse per azione delle vescicole lisosomiali) e una volta all'esterno viene legata da due proteine di trasporto che portano la vitamina ai tessuti: la transcobalamina I e la transcobalamina II. Il complesso che si forma con tali proteine viene riconosciuto da un recettore specifico che permette l'ingresso della vitamina nelle cellule, ancora una volta per endocitosi.
L'atomo di cobalto (un elemento altrimenti estremamente tossico per l'organismo) nell'idrossicobalamina si trova nello stato di ossidazione +3. Per ottenere la forma attiva, interviene una flavoproteina reduttasi, utilizzante NADH, che riduce il cobalto prima a +2 e poi a +1. Sotto questo stato di ossidazione il cobalto si può legare al C5 di una molecola di ATP, spiazzandone i tre gruppi fosfato, e dare origine alla 5-deossiadenosilcobalamina.

Rappresentazione schematica della via metabolica del propionato. La metilmalonil-CoA mutasi richiede il coenzima adenosilcobalamina per convertire il L-metilmalonil-CoA in succinil-CoA. In caso contrario, si accumula acido metilmalonico, che può essere, tra l'altro, un marcatore di carenza di vitamina B_{12}.

Sotto forma di deossiadenosilcobalamina, la vitamina B12 interviene in due processi:
- conversione di metilmalonil-CoA in succinil-CoA tramite l'enzima metilmalonil-CoA mutasi
- sintesi dei 2-desossiribonucleotidi.

Sotto forma di metilcobalamina interviene in questa reazione:
- conversione di omocisteina in metionina tramite l'enzima omocisteina metiltrasferasi e l'ausilio del metiltetraidrofolato.

È interessante notare che questa reazione è una delle poche in cui vengono in contatto la vitamina B12 e l'acido folico. Se tale reazione non avviene si blocca la trasformazione di metiltetraidrofolato in tetraidrofolato, con conseguente accumulo del primo composto. La diminuzione del tetraidrofolato e del suo derivato metilentetraidrofolato determina un blocco degli enzimi che necessitano di questi due composti. Ciò comporta una disfunzione delle vie metaboliche producenti purine e desossitimidina monofosfato.
Poiché le reazioni interessate dalla 5-deossiadenosilcobalamina intervengono nel metabolismo degli acidi grassi si ritiene che un loro blocco possa interessare soprattutto le membrane neuronali e questo spiegherebbe il coinvolgimento neurologico molto frequente in caso di carenza di vitamina B12.

## Avvertenze
Diagnosi differenziale: l'anemia megaloblastica indotta dalla carenza di vitamina B12 può essere causata anche da un deficit di acido folico. Occorre accertare la causa scatenante l'anemia megaloblastica per evitare il rischio di una progressione/irreversibilità dei sintomi neurologici associati alla carenza di vitamina B12, ma non di acido folico (la somministrazione di 0,1 mg/die di acido folico induce remissione dei sintomi di anemia nei pazienti con deficit di vitamina B12 e, viceversa, 10 µg/die di vitamina B12 in pazienti con deficit di acido folico). In alcuni casi la supplementazione con dosi elevate di acido folico invece di migliorare i sintomi clinici dell'anemia ha causato un loro peggioramento: negli alimenti e negli integratori la dose di acido folico non dovrebbe eccedere la quantità di 1 000 µg/die. Altre cause possibili di macrocitosi (globuli rossi più grandi del normale, che si ritrovano anche come elemento caratterizzante nell'anemia megaloblastica) comprendono alcolismo, cirrosi epatica, ipotiroidismo, sindromi mielodisplastiche, anemia aplastica, iatrogena (farmaci citotossici antivirali e antineoplastici), gravidanza.
Monitoraggio livelli di vitamina B12: controllare i livelli sierici di vitamina B12 dopo un mese dall'inizio del trattamento e in caso di ogni variazione, quindi a intervalli di 3-6 mesi. Livelli di vitamina B12 inferiori a 200 pg/ml sono considerati indicativi di un deficit della vitamina. Anche i livelli elevati di omocisteina e di acido metilmalonico possono essere indicativi di ipovitaminosi da vitamina B12. L'omocisteina aumenta in caso di bassi livelli di vitamina B12 (>13 µmol/l), ma poiché risente anche di altri fattori (vitamina B6 e acido folico) è un marker poco specifico. L'acido metilmalonico è un marker più specifico perché la sua conversione ad acetilCoA dipende direttamente dalla vitamina B12: in caso di carenza della vitamina i livelli sierici di acido metilmalonico aumentano (>0,4 µmol/l). Tuttavia, se i livelli elevati di acido metilmalonico sono ancora accompagnati da livelli elevati di acido malonico, ciò può anche indicare la malattia metabolica spesso trascurata dell'aciduria combinata malonica e metilmalonica (CMAMMA).
Contraccettivi orali: le pazienti che fanno uso di contraccettivi orali potrebbero manifestare un abbassamento dei livelli plasmatici di vitamina B12 (278 vs. 429 pg/ml rispettivamente donne che usano o non usano contraccettivi orali). Nelle donne in buona salute comunque l'uso dei contraccettivi orali non rende necessaria la supplementazione di vitamina B12.
Malattia tiroidea autoimmune (AITD): i pazienti con tiroidite autoimmune presentano un rischio aumentato di sviluppare anemia perniciosa (anemia causata da ridotto assorbimento di vitamina B12) rispetto alla popolazione in generale. In uno studio clinico la prevalenza di anemia perniciosa, nei pazienti con bassi livelli di vitamina B12 (≤133 pmol/l) e alti livelli di gastrina, è risultata pari al 31%.
Anomalie gastriche associate ad anemia perniciosa: nei pazienti con anemia perniciosa si può verificare aumento dei livelli di gastrina (16,5% dei casi), riduzione del pepsinogeno I (22% dei casi), acloridia (29% dei casi) e presenza di anticorpi verso le cellule parietali gastriche (23% dei casi). I livelli di gastrina spesso sono elevati (>1.000 pg/ml) per mancato controllo da parte dell'acido cloridrico, la cui produzione nello stomaco risulta ridotta/assente per atrofia gastrica.
Dieta vegana: le persone che seguono diete vegane con abolizione completa di carne, pesce, uova e latte devono assumere integratori contenenti vitamina B12 o alimenti addizionati (cereali arricchiti con vitamina B12) per evitare di sviluppare una ipovitaminosi. I bambini allattati da donne che seguono una dieta vegana sono particolarmente a rischio di andare incontro a carenza di vitamina B12 entro pochi mesi dalla nascita con conseguenze severe sullo sviluppo fisico e neurologico.
Integratori energetici: la supplementazione con vitamina B12 non è risultata potenziare le performance fisiche in soggetti con adeguato apporto dietetico di vitamina.

## Fonti alimentari
Gli alimenti animali contengono questa vitamina in adeguate quantità. In particolare, i cibi che ne contengono di più sono fegato, molluschi e alcuni tipi di pesce. Per questo motivo per chi sceglie una dieta completamente vegana è vivamente consigliabile il ricorso a integratori di vitamina B12, oppure assumere prodotti come il latte di soia, burger e yogurt vegetali (in alcuni di questi prodotti viene scritto sulla confezione se contengono in addizione la B12).
In natura la sintesi della vitamina B12 avviene solo per opera di microrganismi (alcuni archei e batteri). I cianobatteri impropriamente detti alghe azzurre (spirulina, klamath) producono invece analoghi inattivi (pseudo B12), mentre certe alghe acquisiscono vitamina B12 dal rapporto simbiotico con batteri. 
Nell'intestino umano esistono batteri sintetizzanti cobalamina. Tali batteri sono situati in zone dove il fattore intrinseco non arriva, per cui l'assorbimento di quest'ultima è irrisorio, seppur non nullo.

## Carenza
Stati di carenza di vitamina B12 si verificano per lo più a seguito di processi patologici interessanti le cellule parietali dello stomaco o per resezione delle parti di quest'organo che secernono fattore intrinseco (cardias e fondo).
Il deficit di cobalamina può avvenire anche per via di patologie croniche a carico dell'intestino, come la malattia di Crohn, e provoca la comparsa di anemia perniciosa, malattia caratterizzata da: anemia megaloblastica e disturbi del sistema nervoso. È sempre importante, in questi casi, valutare la concentrazione di cobalamina e acido folico in quanto anche la carenza di quest'ultimo provoca un quadro di anemia megaloblastica però senza interessamento nervoso. L'aggiunta di acido folico in una situazione di anemia perniciosa migliora il quadro anemico ma non ha nessun effetto sui disturbi del sistema nervoso che, anzi, continuano a peggiorare.
È stato visto che l'assunzione di alte quantità di vitamina C (> 1 g) possono, col tempo, generare stati carenziali di cobalamina. Ciò avviene in quanto, in alte dosi, la vitamina C, in presenza di ferro, si può comportare da ossidante e formare radicali liberi che danneggiano la cobalamina e il fattore intrinseco.

## Tossicità
In caso di elevate dosi di vitamina B12 (sotto forma di cianocobalamina) la quantità in eccesso viene eliminata con le urine, senza provocare effetti tossici da accumulo. Sebbene si ritenesse che l'assunzione di quantità maggiori di 200 µg potesse presentare rischi di tossicità, nei trial clinici la somministrazione di 400 µg per 40 mesi e di 1 000 µg per 5 anni non è stata associata a effetti avversi.